# Dopingový skandál ruské atletiky
Dopingový skandál ruské atletiky (2015) odstartovala Světová antidopingová agentura (WADA), která vydala 9. listopadu 2015 zprávu o systematickém dopingu v ruské atletice, v níž doporučila vyloučit Všeruskou federaci lehké atletiky z Mezinárodní asociace atletických federací (IAAF). Za dopující sportovce byly označeny Marija Savinovová, Jekatěrina Poistogovová, Kristina Ugarovová, Anastasija Bazdyrevová a Taťjana Mjazinová.  WADA doporučila udělit doživotní zákaz činnosti pěti sportovcům a pěti trenérům či funkcionářům, zrušení moskevské antidopingové laboratoře a suspendaci jejího ředitele Grigorije Rodčenkova. Následně mezinárodní atletická federace IAAF suspendovala ruské sportovce ze všech mezinárodních soutěží a ruská  antidopingová agentura RUSADA byla zbavena pravomocí. V červnu 2016 pak rada IAAF rozhodla o zákazu startu ruských atletů na letní olympiádě v Riu. Skupina ruských atletů požádala o výjimku, ale Mezinárodní sportovní arbitráž (CAS) v červenci jejich odvolání zamítla s výjimkou dálkařky Darje Klišinové a běžkyne Julie Stěpanovové.
Mezinárodní olympijský výbor také hrozil vyloučením celému ruskému olympijskému týmu. Ten však nakonec vyloučen nebyl. Pouze bylo přijato opatření, že na hry nesmí nominovat Rusko žádného sportovce, který v minulosti dostal trest za doping.

## Kořeny skandálu
- listopad 2014 - německá veřejnoprávní televize ARD odvysílala dokument o systematickém dopingu, korupci a vydírání v ruské atletice, včetně zakrývání pozitivních dopingových testů. Podle dokumentu měla vytrvalkyně Lilija Šobuchovová zaplatit vedení ruské atletiky 550 tisíc dolarů za zamlčení pozitivního dopingového nálezu. Když pak v roce 2014 dostala dvouletý trest za nesrovnalosti v biologickém pasu, ruská atletická federace jí údajně dvě třetiny částky vrátila. Olympijská vítězka v běhu na 800 metrů Marija Savinovová v dokumentu na skrytou kameru přiznala užití steroidu oxandrolonu.[5]
- prosinec 2014 - šéf ruské atletické federace Valentin Balachničev odstoupil z funkce pokladníka mezinárodní federace IAAF a funkcí se vzdali i vedoucí lékařského a antidopingového oddělení Gabriel Dollé a marketingový poradce Papa Massata Diack.[1] Světová antidopingová agentura WADA zřídila tříčlennou komisi pro vyšetření dopingu v Rusku, která v rámci vyšetřování odvezla z Moskvy přes 3000 vzorků.[6]
- leden 2015 - ruská antidopingová agentura za nesrovnalosti v biologických pasech potrestala chodce Sergeje Kirďapkina, Olgu Kaniskinovou, Valerije Borčina, Sergeje Bakulina a Vladimira Kanajkina[7]. Následně odstoupil Valentin Maslakov z funkce šéftrenéra atletické reprezentace. Později dostala zákaz startu za doping Julija Zaripovová, olympijská vítězka v běhu na 3000 metrů překážek z LOH 2012 v Londýně.[6]

## Komise a její zjištění

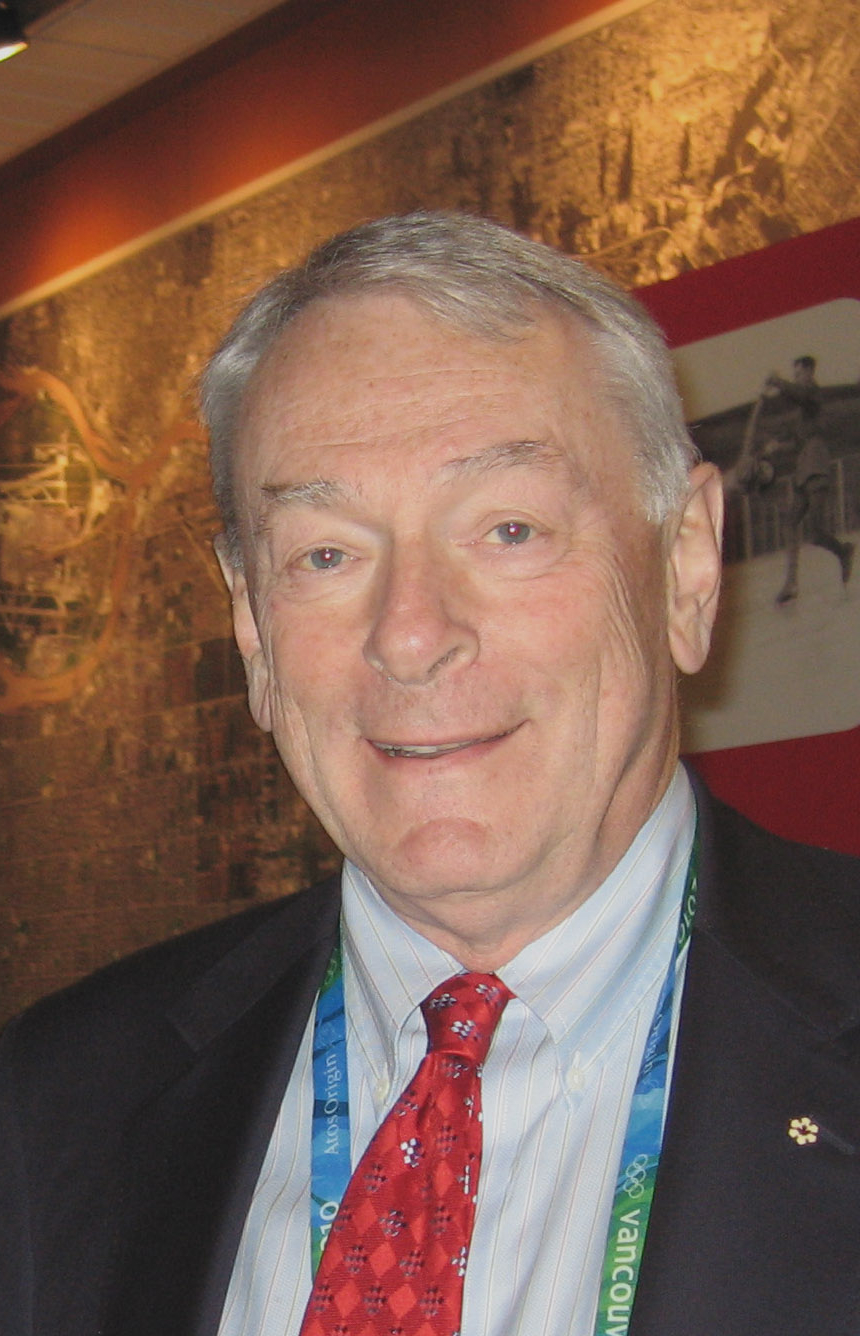
Richard Pound

Předsedou nezávislé komise WADA byl jmenován Richard Pound a jejími členy profesor Richard McLaren a Günter Younger.

## Reakce na zprávu vyšetřovací komise WADA

### Evropská atletická asociace
Prezident Evropské atletické asociace Svein Arne Hansen v prosinci 2015 prohlásil, že nevěří, že atleti z Ruska budou startovat na olympijských hrách v Riu de Janeiro:„Musejí splnit všechny podmínky, ale i tak si nedokážu představit, že budou závodit v Riu. Musejí podstoupit kulturní převrat a zbavit se všech starých struktur. Doufám, že přijdou noví lidé, kteří chápou, co všechno je potřeba změnit.“

### IAAF
Mezinárodní atletická federace IAAF pozastavila 13. listopadu 2015 členství ruskému atletickému svazu kvůli systematickému dopingu a ruští atleti proto nemohou startovat na mezinárodních soutěžích. Rada IAAF rozhodla hlasování v poměru 22:1.
V lednu 2016 etická komise IAAF vynesla doživotní tresty zákazu činnosti pro bývalého šéfa ruského svazu Valentina Balachničeva, trenéra chodců a vytrvalců Alekseje Melnikova a Papu Massateho Diacka, syna bývalého šéfa IAAF Lamineho Diacka. Exředitel antidopingového programu IAAF Gabriel Dollé má zastavenou činnost na 5 let.

### Mezinárodní olympijský výbor
Mezinárodní olympijský výbor pozastavil čestné členství Laminu Diackovi (bývalému předsedovi mezinárodní atletické federace) a vyzval IAAF k zahájení disciplinárního řízení s atlety obviněnými z dopingu.

### Rusko
Ruský ministr sportu Vitalij Mutko, který měl dle zprávy WADA dávat příkazy k manipulaci se vzorky z dopingových kontrol, nejprve 
všechna obvinění rázně odmítl a pohrozil, že Rusko přestane financovat ruský antidopingový program. Později ale prohlásil, že většina z informací ve zprávě ho nepřekvapila. Dále uvedl:„Jsme si plně vědomi problémů v Ruské atletické federaci a podnikli jsme kroky k nápravě situace: federace má nového šéfa i hlavního trenéra, kteří se v současnosti snaží osvěžit i zbytek trenérského týmu.“
Před hlasováním mezinárodní atletické federace IAAF o pozastavení členství ruského atletického svazu kvůli dopingovému skandálu obvinil Mutko vedení světové atletiky z toho, že v letech 2008 a 2009 zatajilo 155 pozitivních dopingových testů.
Úřadující šéf ruské atletické federace Vadim Zeličenok připustil případy dopingu, ale nevěří, že jde o systémovou záležitost.

### Světová antidopingová agentura
Světová antidopingová agentura (WADA) odebrala akreditaci moskevské antidopingové laboratoři RUSADA a její ředitel Grigorij Rodčenkov rezignoval.

## Dopady skandálu
Ruští atleti nebudou smět startovat na halovém mistrovství světa v Portlandu v březnu 2016. Rusko přišlo o pořadatelství Světového poháru v chůzi v Čeboksarech a juniorského mistrovství světa v Kazani.